# Gaultheria notabilis
Gaultheria notabilis là một loài thực vật có hoa trong họ Thạch nam. Loài này được J.Anthony mô tả khoa học đầu tiên năm 1933.